# The Mall

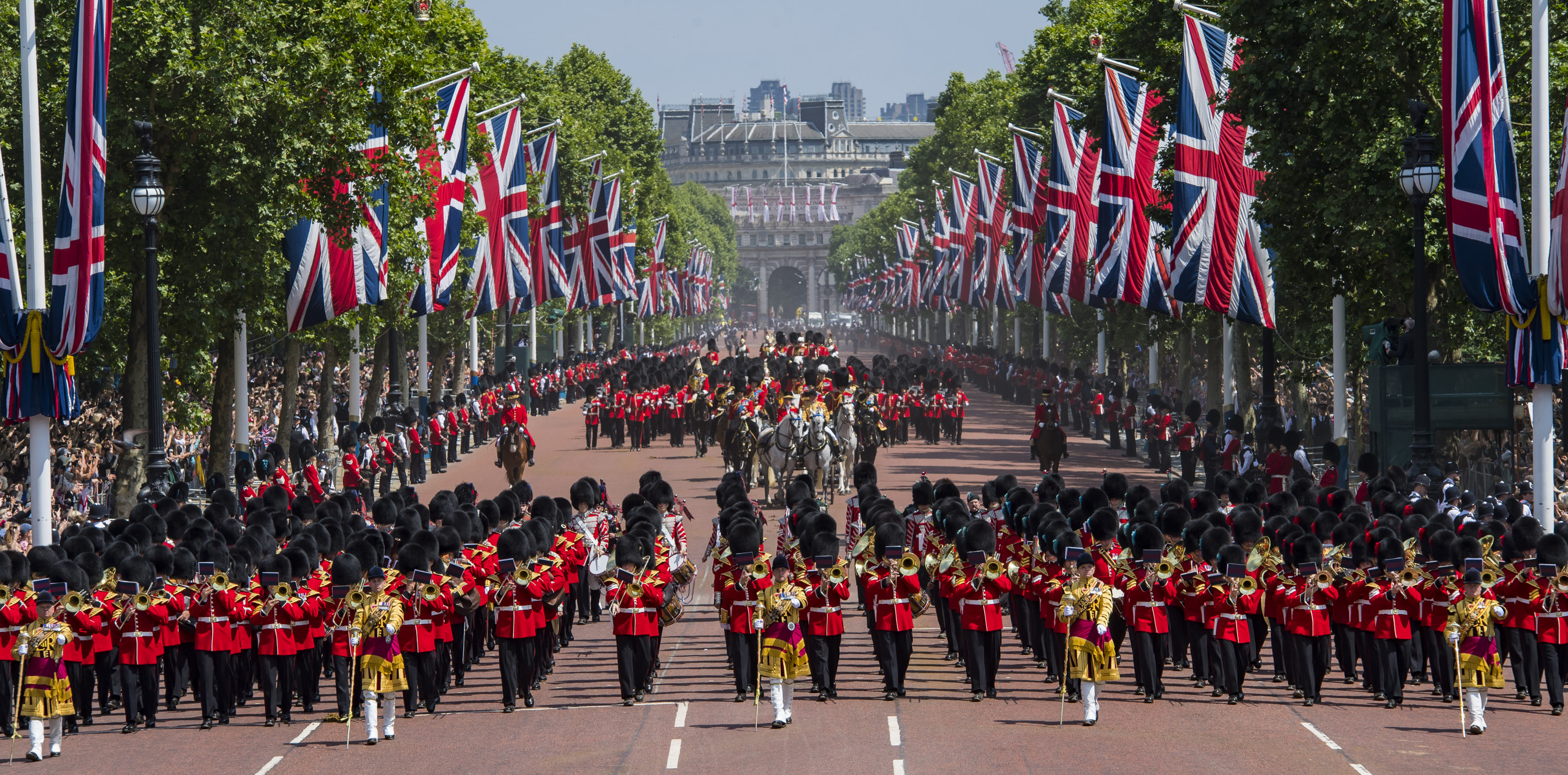
The Mall, widok na Admiralty Arch

The Mall – reprezentacyjna aleja w centralnym Londynie (Wielka Brytania) łącząca Buckingham Palace  z Trafalgar Square. Jest ona zamknięta dla ruchu drogowego w niedziele i święta, oraz podczas oficjalnych uroczystości. Powierzchnia The Mall ma kolor czerwony, przez co przypomina wielki czerwony dywan prowadzący do Pałacu Buckingham. Na południe od The Mall znajduje się St. James’s Park, a na północ Green Park i St. James’s Palace
The Mall powstała na początku 1911 roku według projektu angielskiego architekta Astona Webba, na wzór podobnych znajdujących się w Berlinie, Meksyku, Oslo, Paryżu, Petersburgu, Wiedniu i Waszyngtonie. W ramach budowy zaprojektowano również nową fasadę Buckingham Palace i wzniesiono Victoria Memorial. 
Podczas oficjalnych wizyt, monarcha i głowy innych państw eskortowane są wzdłuż The Mall. W tym czasie ulica ozdobiona jest flagami Wielkiej Brytanii i kraju, którego przedstawiciel znajduje się w uroczystej kolumnie. 
W 2002 roku, podczas uroczystości z okazji 50 lat panowania królowej Elżbiety II, na The Mall zebrało się ponad milion ludzi, obserwujących publiczne ukazanie się rodziny królewskiej na balkonie Pałacu.